# Barrio General Paz (Córdoba)

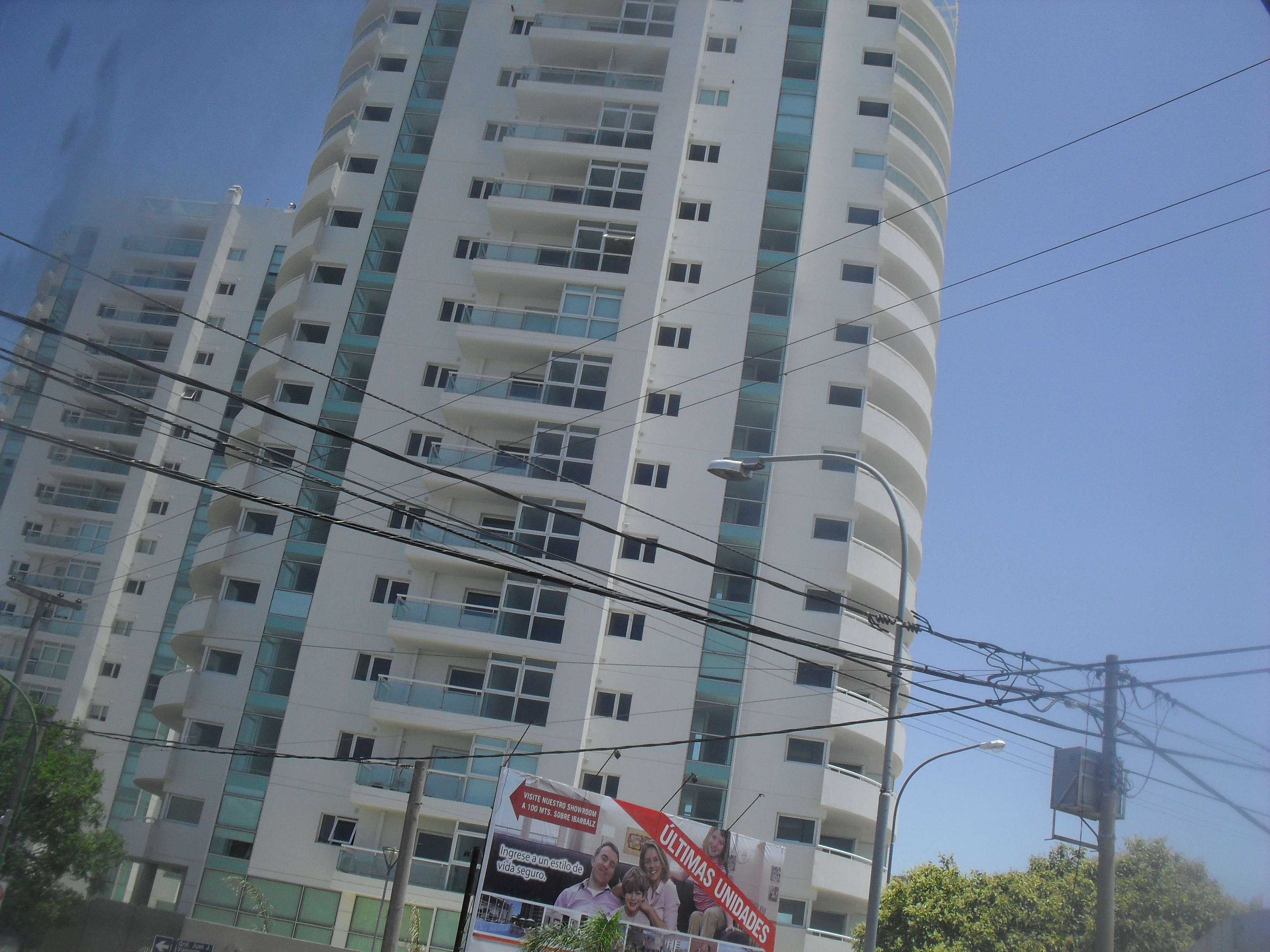
Edificios en el barrio. Suelen tener las mismas alturas que los del Centro.

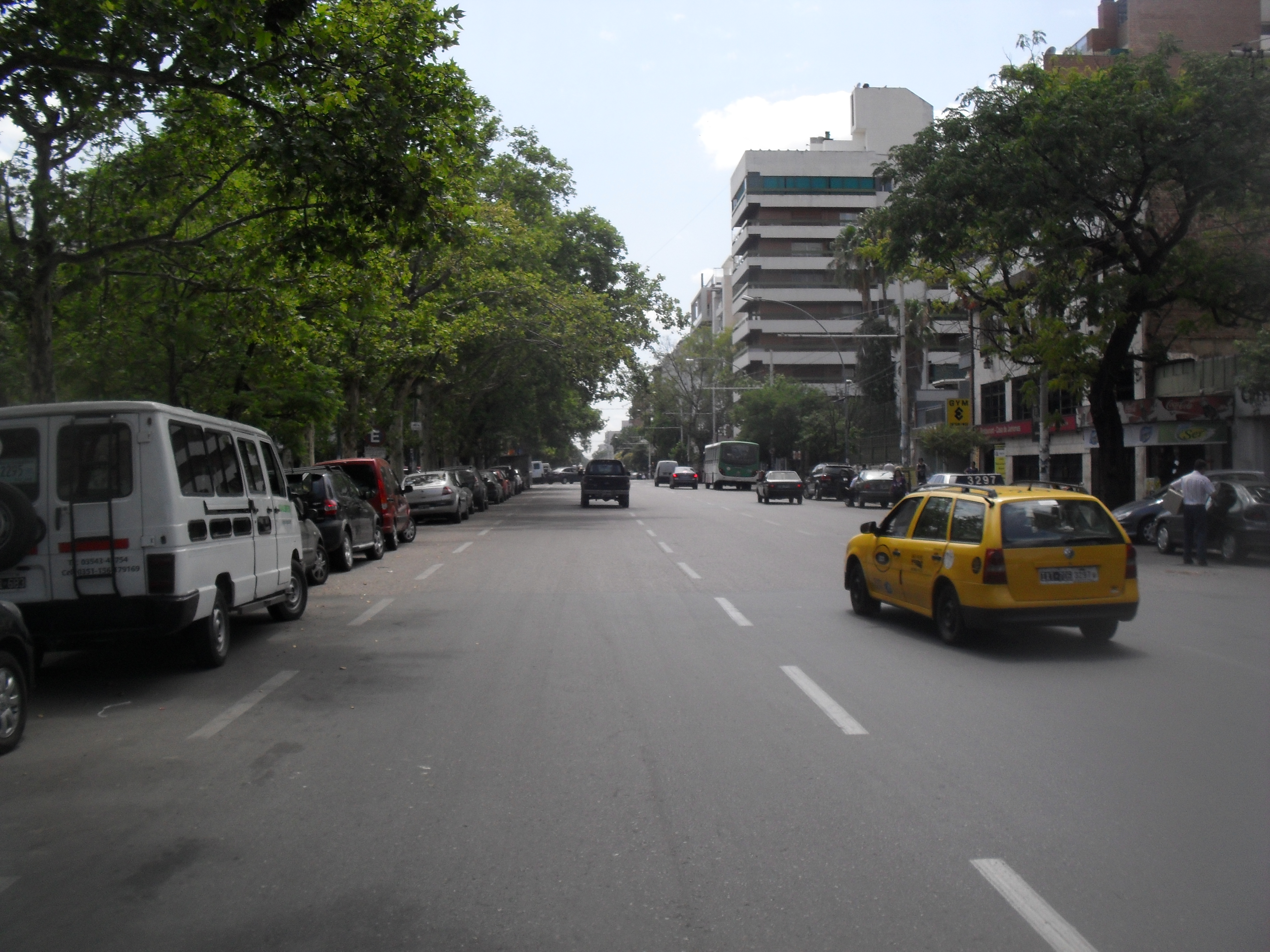
Avenida 24 de Septiembre, hacia el este, desde calle Esquiú.

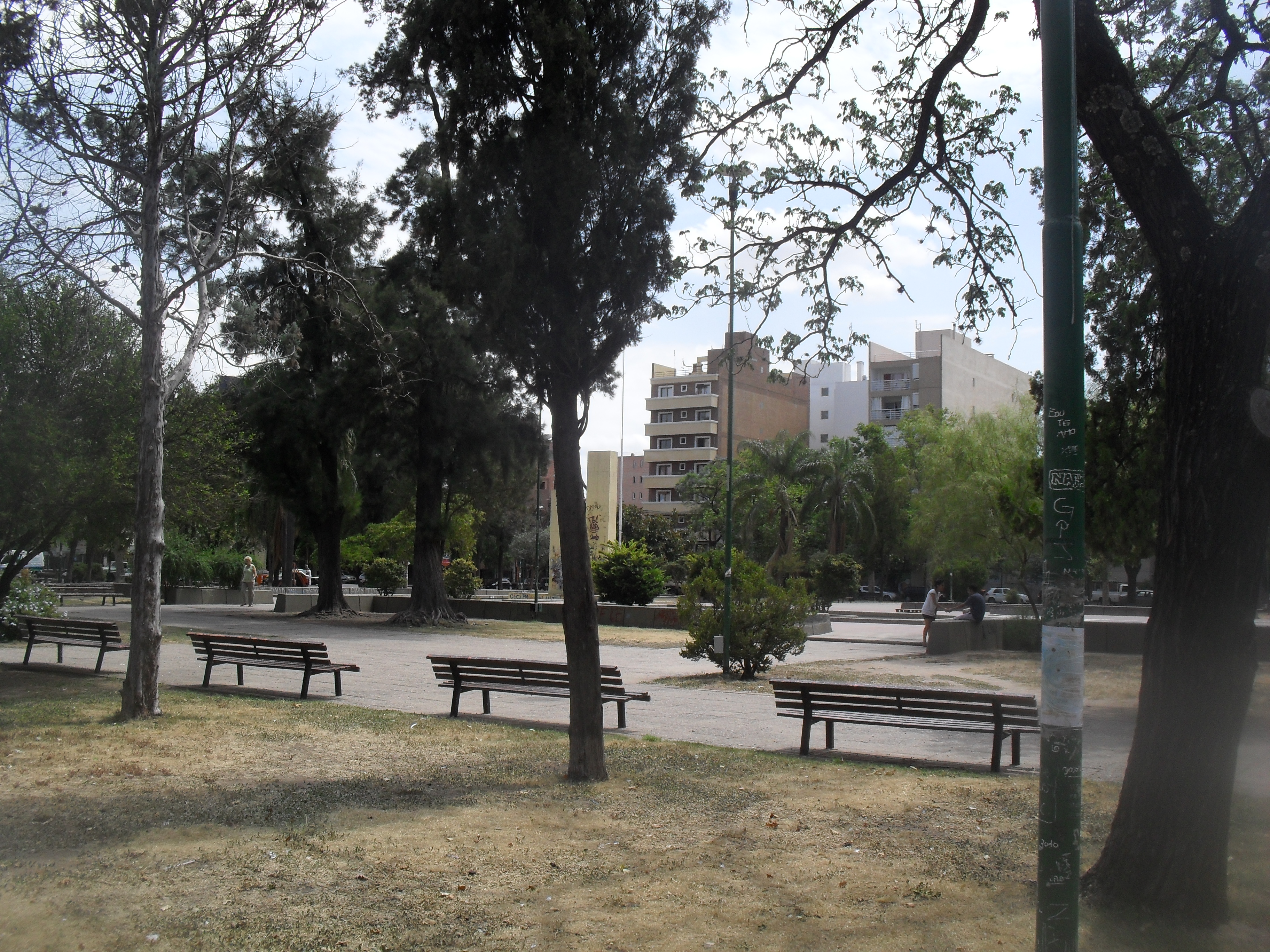
Plaza del barrio.

General Paz es uno de los principales barrios de la ciudad argentina de Córdoba. Se encuentra en el sector centro-este. En 2001 tenía una población de 8085 habitantes.
El barrio, originalmente conocido como pueblo General Paz, se desarrolló a mediados del siglo XIX.
Actualmente, es uno de los principales barrios de la ciudad en cuanto a desarrollo económico. Desde mediados de los años 2000 tiene un importante crecimiento edilicio.

## Historia
General Paz fue desde sus inicios un barrio señorial. En el plano de la ciudad de 1870 este "barrio pueblo" figura con 134 manzanas, la plaza en su centro –hoy plaza Alberdi– y con tres bulevares bien demarcados: Unión (hoy 24 de Septiembre), Libertad (actual Oncativo) y otro que recorría el río (Ocampo).
El fundador de General Paz –don Augusto López– pretendía para este sector de la ciudad un crecimiento más lento, pero firme. Las clases sociales más elevadas construían aquí sus casas quintas y el barrio mantuvo siempre esta imagen residencial, de calles anchas y estilo señorial.
En sus inicios, según cuenta el historiador Efraín U. Bischoff, no se caracterizó por ser un barrio con gran vida comercial. Más bien se destacó por su perfil cultural: por las bellas artes, la música, las veladas literarias y las reuniones sociales y políticas que se desarrollaban en las casas quintas de las familias del barrio. La llegada del tranvía en 1882 ayudó a una rápida vinculación del sector con el área central, a través del puente Sarmiento.

## Transporte
Además de los recorridos locales, circulan colectivos interurbanos de diferentes líneas, al igual que ómnibus de larga distancia, ya que las avenidas reciben el flujo de las rutas que ingresan a Córdoba por el sector este, como la RN 19 que une la ciudad con Santa Fe.
| Corredor   | Líneas                                  |
| ---------- | --------------------------------------- |
| Corredor 2 | - 29                                    |
| Corredor 3 | - 31 - 33                               |
| Corredor 5 | - 52 - 54 - 55 - D50                    |
| Corredor 6 | - 60 - 61 - 62 - 63 - 64 - 65 - 66 - 68 |
| Corredor 7 | - 72                                    |
|            | - TB - TC                               |
|            | - 500 - 501                             |